# ジョヴァンニ・エンリコ・アルビカストロ
ジョヴァンニ・エンリコ・アルビカストロ（Giovanni Henrico Albicastro, 1660年頃 - 1730年以後）は、ドイツの作曲家。本名はヨハン・ハインリヒ・フォン・ヴァイセンブルク（Johann Heinrich von Weissenburg）。ラテン語で 「ヘンリクス・アルビカストロ Henricus Albicastro」 と記されることもある。

## 生涯
バイエルン中央部のビースヴァンゲン村出身。ビースヴァンゲンの近くにヴァイセンブルク村がある。ヴァイセンブルクは「白い城」という意味で、イタリア語ではアルビカストロとなる。なおヨハン・ゴットフリート・ヴァルターは誤ってスイス出身と伝えている。バイエルン出身の彼がイタリア風のペンネームを使ったのは、カトリック国とプロテスタント国双方に受け入れられるためであった可能性がある。
1686年、オランダのライデンに赴き、ライデン大学の音楽アカデミーに登録されたとされるが、大学の公文書に名前は見当たらない。
スペイン継承戦争の際には騎兵隊長として従軍し、1730年の時点で軍に在籍していた記録が残っている。

## 作品
作品にはヴァイオリン・ソナタ、トリオ・ソナタ、弦楽のための協奏曲などがある。
（作品番号なし）
- „Il giardino armonico sacro-profano di dodici suonate in due parti, parte I dell'opera terza continente VI suonate a tre stromenti col basso per l'organo“ (1696年、ブリュッセル)

（作品番号のあるもの）
- Op.1 12の3声のソナタ （2ヴァイオリン、チェロ、オルガンによる通奏低音、1701年）
- Op.2 12のソナタ （ソロ・ヴァイオリン、通奏低音、1702年)
- Op.3 12のソナタ （ヴァイオリン、チェロ、通奏低音、1702年)
- Op.4 12の3声のソナタ （2ヴァイオリン、チェロ、オルガンによる通奏低音、1702年）
- Op.5 6つのソナタ （ソロ・ヴァイオリン、通奏低音、1703年）
- Op.6 ソナタ （ソロ・ヴァイオリンと通奏低音、未出版)
- Op.7 12の4声の協奏曲 （2ヴァイオリン、ヴィオラ、チェロ、通奏低音、1704年） → コレギウム・マリアヌムとコレギウム1704による【演奏例】
- Op.8 12の3声の室内ソナタ （2ヴァイオリン、ヴィオローネ、オルガンによる通奏低音、1704年）
- Op.9 12のソナタ （ソロ・ヴァイオリン、ヴィオローネまたは通奏低音、1706年）

（草稿作品）
- Coelestes angelici chori, Motette für Sopran, vier Instrumente und Basso continuo

## 文献
- Rudolf Rasch, « Henrico Albicastro » in Het HonderdComponistenBoek. Nederlandse muziek van Albicastro tot Zweers, Pay-Uun Hiu et Jolande van der Klis (redd.), Haarlem, 1997